# Listă de conducători de stat din 524
520 - 521 - 522 - 523 - 524 - 525 - 526 - 527 - 528
Aceasta este o listă a conducătorilor de stat din anul 524:

## Europa
- Anglia, statul anglo-saxon Kent: Octa (rege, 502?-?) (?)
- Anglia, statul anglo-saxon Sussex: rege necunoscut
- Anglia, statul anglo-saxon Wessex: Cerdic (rege, 519-534)
- Bizanț: Justin I (împărat din dinastia Justiniană, 518-527)
- Burgunzii: Godomar al II-lea (conducător, 524-534)
- Francii cu sediul la Metz/Reims (Austrasia): Theuderich I (rege din dinastia Merovingiană, 511-534)
- Francii cu sediul la Orléans (Burgundia): Chlodomer (Clodomir) (rege din Dinastia_Merovingiană, 511-524) și Childebert I (rege din dinastia Merovingiană, 524-558; totodată, rege la Paris, 511-558)
- Francii cu sediul la Paris: Childebert_I (rege din dinastia Merovingiană, 511-558; ulterior, rege în Burgundia, 524-558)
- Francii cu sediul la Soissons (Neustria): Chlothar_I (rege din dinastia Merovingiană, 511-561; ulterior, rege în Austrasia, 555-561; ulterior, rege în Burgundia, 558-561; ulterior, rege la Paris, 558-561)
- Gruzia: Dahi (suveran din dinastia Chosroidă, 522-534)
- Longobarzii: Wacho (rege din dinastia Lethingilor, 510-539)
- Ostrogoții: Theodoric cel Mare (rege, 474-526)
- Scoția, statul picților: Drust al III-lea (rege. cca. 510-cca. 530)
- Scoția, statul celt Dalriada: Comgall (rege, 506?-538?)
- Statul papal: Ioan I (papă, 523-526)
- Suevii: Remismund al II-lea sau Hermenric al II-lea sau Rechila al II-lea (rege) (?)
- Vandalii: Hildiric (rege, 523-530)
- Vizigoții: Amalaric (rege, 510-531)

## Africa
- Bizanț: Justin I (împărat din dinastia Justiniană, 518-527)
- Vandalii: Hildiric (rege, 523-530)

## Asia

### Orientul Apropiat
- Bizanț: Justin I (împărat din dinastia Justiniană, 518-527)
- Persia: Kawadh I (suveran din dinastia Sasanizilor, 488-531)

### Orientul Îndepărtat
- Cambodgia, statul Fu Nan: Rudravarman (Liute-bamo) (rege din a doua dinastie, cca. 514-545/550)
- Cambodgia, statul Tjampa: Devararman (rege din a treia dinastie a tjampilor, după 510-526/527)
- Cambodgia, statul Chenla: Șrutavarman (rege, cca. 500-cca. 545)
- China: Xiao Yan (împărat din dinastia Liang, 502-549)
- China: Xiaoming Di (împărat din dinastia Wei de nord, 516-528)
- Coreea, statul Koguryo: Anjang (Hung-an) (rege din dinastia Ko, 519-531)
- Coreea, statul Paekje: Song (rege din dinastia Ko, 523-554)
- Coreea, statul Silla: Pophung (Wonjong) (rege, 514-540)
- India, statul Magadha: Kumara Gupta al III-lea (?-?) (?)
- India, statul Pallava: Buddhavarman (rege din prima dinastie, cca. 520-cca. 540)
- Japonia: Keitai (împărat, 507-531)
- Sri Lanka: Upatissa al II-lea (rege din dinastia Moriya, 522-524) și Silakala și Ambasamanera (regi din dinastia Silakala, 524-537)